# Christina Koch
Christina Hammock Koch (Grand Rapids, Michigan, 28 de gener de 1979) és una enginyera i astronauta estatunidenca. D'ençà del 14 de març de 2019, participa com a enginyera de vol a l'Estació Espacial Internacional en les Expedicions 59, 60 i 61, preveient-se una estada en òrbita fins al febrer de 2020, uns 328 dies en total, eclipsant el rècord de 288 dies establert per l'ex-astronauta de la NASA Peggy Whitson en 2016-2017. Es planeja que la seva missió s'acosti molt en durada al vol espacial més llarg d'un astronauta de la NASA, de 340 dies, establert per l'ex-astronauta de la NASA Scott Kelly durant la seva missió d'un any en 2015-2016. Conjuntament amb Jessica Meir van formar la primera parella únicament femenina a caminar per l'espai el 18 d'octubre del 2019 per a substituir una bateria defectuosa.